# Playdead
Playdead — датская компания, независимый разработчик компьютерных игр, расположенная в Копенгагене. Геймдизайнеры Арнт Йенсен (дат. Arnt Jensen) и Дино Кристиан Патти (дат. Dino Christian Patti) основали компанию в 2006 году для разработки своей первой игры — Limbo, которая была выпущена в 2010 году и получила восторженные отзывы критиков. После одного года в качестве эксклюзива для консоли Xbox 360, Playdead выпускает порты игры для платформ PlayStation 3, Windows, macOS, iOS и Android.
Во время проведения конференции Xbox на E3 2014 года Playdead анонсировал свою вторую игру — Inside, которая стала духовным наследником Limbo. Игра была выпущена на платформах Xbox One, Windows и PlayStation 4 в 2016 году и была также хорошо воспринята критиками.

## История
В 2004 году Арнт Йенсен, бывший разработчик IO Interactive, занимался рисованием эскизов, что позднее привело его к концепту Limbo. Попытавшись самостоятельно программировать, он в конечном итоге попытался получить дополнительную помощь через арт-тизер игры в 2006 году. Это привело к встрече между Йенсеном и Дино Кристианом Патти. Патти вскоре понял, что проект чрезмерно большой для двух человек, и вместе они основали компанию, первоначально используя свои частные фонды и правительственные гранты, прежде чем получили крупные инвестиции. Во время разработки Limbo штат компании расширился до восьми сотрудников, с временным увеличением до 16 из числа фрилансеров. Успех Limbo привёл к тому, что компания стала абсолютно независимой от инвесторов.
В том же году, когда был выпущен Limbo, Playdead начинает работать над Project 2, который позднее получит название Inside. Игра частично финансировалась Датским институтом кино. Считаясь духовным преемником Limbo, Inside имеет много особенностей, в том числе и платформу 2,5D, использующую в основном монохромную палитру. После использования игрового движка Box2D для Limbo, Playdead использует Unity для упрощения разработки и использования расширенного фильтра временного сглаживания, который был выпущен в марте 2016 года по лицензии с открытым исходным кодом. Игра была официально анонсирована на E3 2014 с запланированным выпуском в 2015 году, позднее была перенесена на середину 2016 года для дальнейшего уточнения, но в августе 2015 года на PAX Prime была организована демонстрация игры. Мартин Стиг Андерсен снова стал создателем саундтрека после Limbo, создав звук через костную проводимость с человеческим черепом. Inside был выпущен в июне на Xbox One, а затем на Windows и получил более преобладающие отзывы критиков, чем Limbo.
Вскоре после выхода Inside, 19 июля 2016 года, Дино Патти покидает компанию, продав свои акции Йенсену. Патти считал, что он покидает Playdead «в состоянии, в котором определённо может управлять самим собой», и заявил: «После почти 10 невероятных лет от идеи и создания Playdead до двух оставленных следов в игровой индустрии, я ухожу, чтобы искать новые испытания». Датская газета Dagbladet Børsen сообщила, что между Патти и Йенсеном около 2015 года сложился раскол, что Патти описал Kotaku как «предполагаемый временный период для следующего проекта (проектов) и где я сейчас живу». Раскол привёл к тому, что Йенсен подал заявление об отставке Патти с должности креативного директора, хотя Патти был намерен остаться на посту исполнительного директора компании. Письмо было неверно истолковано Патти как полное отстранение из компании, и впоследствии он удалил имя Йенсена из Центрального реестра предприятий для Playdead. Это привело к конфликту между ними и их адвокатами, которые потребовали вмешательства Датского управления предпринимательства для разрешения конфликта. Это в конечном итоге привело к тому, что Патти согласился продать свой пакет акций, получив за них 50 миллионов датских крон (около 7,2 миллиона долларов США).. Патти был разочарован тем, как закончилось его участие в Playdead, но сказал, что «Арнт был очень хорошим другом и деловым партнёром на протяжении многих лет». Патти вместе с аниматором фильмов Крисом Олсеном в июне 2017 года основал новую британскую студию — Jumpship.
В сообщении Twitter, опубликованном в январе 2017 года, Playdead подтвердили, что с момента выпуска Inside они работают над третьей игрой, хотя детали этого проекта ещё не предоставлены. В 2022 году стало известно, что новая игра получила рабочее название «ROVER».

## Игры
| Год  | Название | Платформы | Платформы | Платформы | Платформы | Платформы | Платформы | Платформы | Платформы | Платформы | Платформы | Платформы | Платформы | Издатель   |
| Год  | Название | Android   | iOS       | Linux     | macOS     | PS3       | PS4       | tvOS      | Vita      | Win       | Switch    | X360      | XONE      | Издатель   |
| ---- | -------- | --------- | --------- | --------- | --------- | --------- | --------- | --------- | --------- | --------- | --------- | --------- | --------- | ---------- |
| 2010 | Limbo    | Да        | Да        | Да        | Да        | Да        | Да        | Нет       | Да        | Да        | Да        | Да        | Да        | Playdead   |
| 2016 | Inside   | Нет       | Да        | Нет       | Да        | Нет       | Да        | Да        | Нет       | Да        | Да        | Нет       | Да        | Playdead   |
| TBA  | Rover    | TBA       | TBA       | TBA       | TBA       | TBA       | TBA       | TBA       | TBA       | TBA       | TBA       | TBA       | TBA       | Неизвестно |